# Ostrov Zamok
Ostrov Zamok (ryska: Остров Замок) är en ö i Belarus. Den ligger i voblasten Minsks voblast, i den norra delen av landet, 120 km norr om huvudstaden Minsk. Ostrov Zamok ligger i sjön Vozera Mjadzel.
Omgivningarna runt Ostrov Zamok är en mosaik av jordbruksmark och naturlig växtlighet. Runt Ostrov Zamok är det glesbefolkat, med 19 invånare per kvadratkilometer.